# Сан-Пауль-иль-Бахар
Сан-Пауль-иль-Бахар, Сент-Полс-Бей (мальт. San Pawl il-Baħar, англ. Saint Paul's Bay, в дословном переводе «Бухта святого Павла») — город на Мальте, расположенный на северо-востоке острова в 16 км от Валлетты.
Город назван в честь святого апостола Павла, который согласно Деяниям святых апостолов потерпел кораблекрушение близ прибрежных островов в бухте, названной позже также в его честь.
Согласно переписи 2005 года население города составляет 13619 человек. В летнее время население города увеличивается до 60000 человек, за счёт большого притока туристов. Близлежащие места являются очень живописными: к северу от города находится бухта Мистра, а также острова Сент-Полс.